# Atlanta Hawks 1975-1976
La stagione 1975-76 degli Atlanta Hawks fu la 27ª nella NBA per la franchigia.
Gli Atlanta Hawks arrivarono quinti nella Central Division della Eastern Conference con un record di 29-53, non qualificandosi per i play-off.

## Roster
| N° | Naz.                   | Ruolo | Sportivo        | Anno | Alt. | Peso |
| -- | ---------------------- | ----- | --------------- | ---- | ---- | ---- |
| 5  | Stati Uniti (bandiera) | GA    | Tom Van Arsdale | 1943 | 196  | 92   |
| 7  | Stati Uniti (bandiera) | G     | Dean Meminger   | 1948 | 183  | 79   |
| 13 | Stati Uniti (bandiera) | AC    | Dwight Jones    | 1952 | 208  | 95   |
| 14 | Stati Uniti (bandiera) | G     | Tom Henderson   | 1952 | 191  | 86   |
| 20 | Stati Uniti (bandiera) | G     | Wilbur Holland  | 1951 | 183  | 79   |
| 21 | Stati Uniti (bandiera) | G     | Dennis DuVal    | 1952 | 191  | 79   |
| 22 | Stati Uniti (bandiera) | GA    | John Drew       | 1954 | 198  | 93   |
| 23 | Stati Uniti (bandiera) | GA    | Lou Hudson      | 1944 | 196  | 95   |
| 24 | Stati Uniti (bandiera) | A     | Jim Creighton   | 1950 | 203  | 91   |
| 32 | Stati Uniti (bandiera) | AC    | Bill Willoughby | 1957 | 203  | 93   |
| 40 | Stati Uniti (bandiera) | AC    | Mike Sojourner  | 1953 | 206  | 102  |
| 42 | Stati Uniti (bandiera) | AC    | Connie Hawkins  | 1942 | 203  | 95   |
| 50 | Stati Uniti (bandiera) | C     | John Brown      | 1951 | 201  | 100  |

## Staff tecnico
- Allenatori: Cotton Fitzsimmons (28-46) (fino al 30 marzo)[1], Bumper Tormohlen (1-7)
- Vice-allenatore: Bumper Tormohlen (fino al 30 marzo)